# Папужник синьощокий
Папу́жник синьощокий (Erythrura trichroa) — вид горобцеподібних птахів родини астрильдових (Estrildidae). Мешкає в Австралазії. Виділяють низку підвидів.

## Опис
Довжина птаха становить 11-14 см, вага 14,4 г. Самці мають переважно зелене забарвлення, нижня частина живота дещо світліша, крила більш темні. Обличчя індигово-синє, надхвістя зелене, хвіст зелений, дзьоб міцний, чорний. У самиць синя пляма на обличчі менша і менш виражена. Молоді птахи мають менш яскраве забарвлення, ніж дорослі птахи, синя пляма на обличчі у них слабо виражена або відсутня.

## Підвиди
Виділяють одинадцять підвидів:
- E. t. sanfordi Stresemann, 1931 — гори Сулавесі, зокрема Рантемаріо і Лоре-Лінду[en];
- E. t. modesta Wallace, 1862 — північні Молуккські острови (Тернате, Тідоре, Хальмахера і Бачан);
- E. t. pinaiae Stresemann, 1914 — центральні Молуккські острови (Буру, Серам);
- E. t. sigillifer (De Vis, 1897) — Нова Гвінея і острови архіпелагу Бісмарка;
- E. t. macgillivrayi Mathews, 1914 — південний схід півострова Кейп-Йорк на північному сході Квінсленду, в районі Кернса;
- E. t. eichhorni Hartert, EJO, 1924 — острови Муссау[en] і Емірау[en] (острови святого Маттія[en]);
- E. t. pelewensis Kuroda, Nm, 1922 — Палау;
- E. t. clara Taka-Tsukasa & Yamashina, 1931 — острови Чуук і Понпеї;
- E. t. trichroa (Kittlitz, 1833) — острів Косрае;
- E. t. trichroa Rothschild & Hartert, EJO, 1900 — острови Гуадалканал, Бугенвіль і Коломбангара (Соломонові острови);
- E. t. cyanofrons Layard, EL, 1878 — Вануату (від Гауа до Анейтьюма) і острови Луайоте (Маре та Ліфу[en]).

## Поширення і екологія
Синьощокі папужники мешкають в Індонезії, Папуа Новій Гвінеї, Австралії, на Соломонових Островах та Новій Каледонії, у Федеративних Штатах Мікронезії, Палау і Вануату. Вони живуть в гірських і рівнинних тропічних лісах, на узліссях і трав'янистих галявинах, в мангрових і чагарникових заростях, в садах. На Новій Гвінеї вони зустрічаються на висоті від 800 до 3000 м над рівнем моря, під час негніздового періоду мігрують в долини, утворюючи зграї до 100 птахів.
Синьощокі папужники живляться переважно насінням трав'янистих рослин, плодами, ягодами, пагонами, під час сезону розмноження також дрібними комахами. Сезон розмноження у них триває з жовтня по лютий. В цей час самці приваблюють самиць співом, слідуючи за нею, поки самиця тримає в дзьобі стебло трави або інший рослинний матеріал у вертикальному положення; самиці демонструють готовність до спарювання, присідаючи і рухаючи хвостом зі сторони в сторону.
Пара птахів будує гніздо, причому самець приносить матеріал (гілочки, травинки, листя, корінці), а самиця будує гніздо. Воно має кулеподібну форму і розміщується в щільній рослинності на висоті кількох метрів над землею. В кладці від 3 до 6 білуватих яєць. Інкубаційний період триває 13-14 днів, насиджують поперемінно і самиці, і самці. Пташенята покидають гніздо через 15 днів після вилуплення, однак батьки продовжують піклуватися про них ще 2 тижні. Вони набувають дорослого забарвлення у віці 4 місяців.

## Збереження
МСОП класифікує цей вид як такий, що не потребує особливих заходів зі збереження. За оцінками дослідників, популяція синьощоких папужників становить приблизно 20 тисяч птахів.